# Mika Lehto
Mika Lehto, född 12 april 1979 i Vammala, är en finländsk ishockeymålvakt som spelade för klubbarna Ässät och JYP och Tappara i SM-Liiga. Mika Lehto avslutade sin proffskarriär 2010.